# Jardin botanique et musée botanique de Berlin-Dahlem

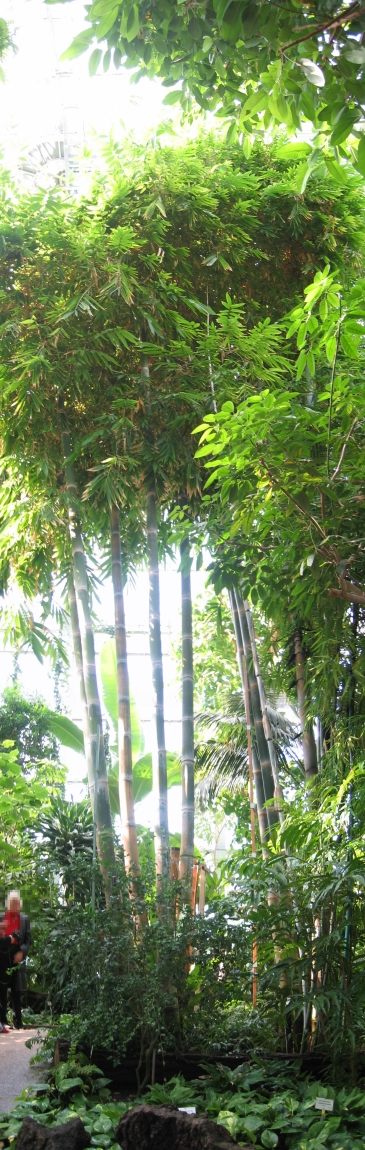
Bambou géant (Dendrocalamus giganteus) dans la serre du jardin botanique de Berlin. Ce bambou originaire d'Asie atteint 25 m de haut et un diamètre de 10 cm environ, et peut croître de 10 à 20 cm par jour.

Le jardin botanique et musée botanique de Berlin-Dahlem (Botanischer Garten und Botanisches Museum Berlin-Dahlem) est une institution scientifique qui dépend de l'Université libre de Berlin. Elle comprend un jardin botanique, qui occupe une superficie de plus de 43 hectares et compte plus de 22 000 espèces de plantes différentes ; ce jardin botanique  est l'un des plus importants d'Europe et du monde. À côté du jardin, se trouve le Musée botanique qui comprend une collection de plantes séchées en herbier, l'important Herbarium Berolinense et une bibliothèque spécialisée.

## Localisation
En réalité, le jardin botanique n'est pas situé à Berlin-Dahlem mais à Berlin-Lichterfelde. Son nom provient du fait qu'il faisait partie du domaine seigneurial (Rittergut) de Dahlem.

## Histoire
Il fut créé entre 1897 et  1910, sous la direction d'Adolf Engler, avec l'objectif d'étudier les plantes des colonies allemandes. À cet effet furent construites en 1907 les énormes serres de 25 m de haut qui, jusqu'à la fin des années cinquante, nécessitaient environ 1 500 tonnes de charbon annuellement pour leur chauffage. Le jardin fut construit pour remédier au manque de place de l'ancien site, près du jardin agricole Kleistpark construit en 1679.

## Description
Le jardin dispose de la plus grande serre du monde, la Große Tropenhaus, de 25 m de haut, 30 de large et 60 de long, dont les premiers plans furent dessinés par Carl David Bouché.
À l'intérieur, sous une température tropicale avec une humidité très élevée, croissent notamment des bambous géants. Dans les autres serres, se trouvent des exemplaires rares d'orchidées, de plantes carnivores, de cactus, de nénufars de l'espèce Victoria amazonica…
Les plantes sont disposées dans des serres d'une superficie globale de 6 000 m2 et dans des plates-bandes réparties par zones géographiques couvrant 13 ha. Le jardin comprend également un arboretum de 14 ha et des aires systématiques, comme une roseraie.
L'énorme serre avait besoin d'une remise en état, à cause des vitrages cassés et de sa structure rouillée. En décembre 2005, le sénat de la ville, selon des informations de la presse, a alloué une somme de 16 millions d'euros pour la réfection des structures.

## Personnalités liées au Jardin botanique
- Ernst Friedrich Gilg, conservateur.
- Gottfried Wilhelm Johannes Mildbraed, conservateur.
- Adolf Engler, Ludwig Diels et Erich Werdermann y sont enterrés.

## Galerie

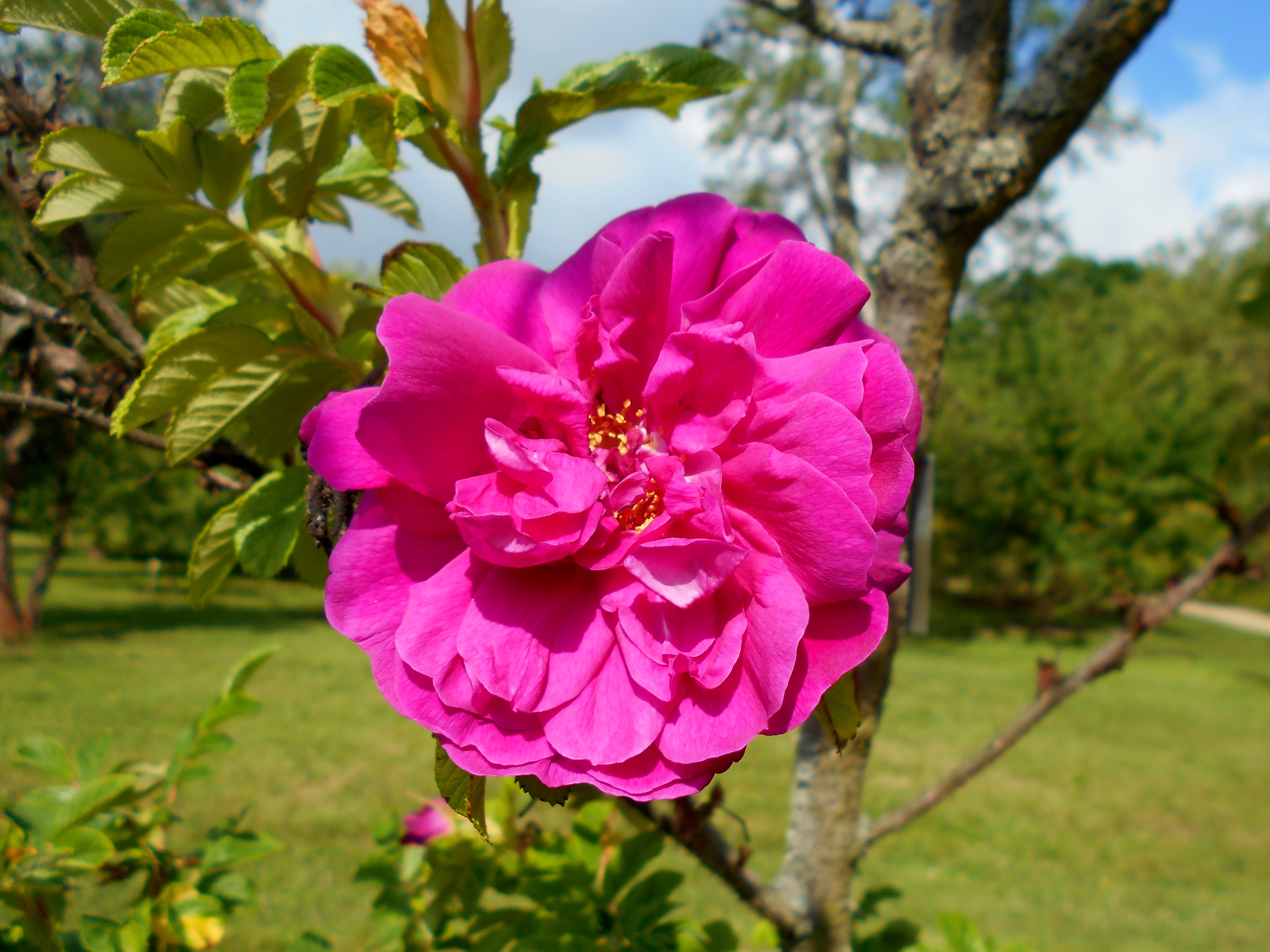
Rose 'Hansa'.
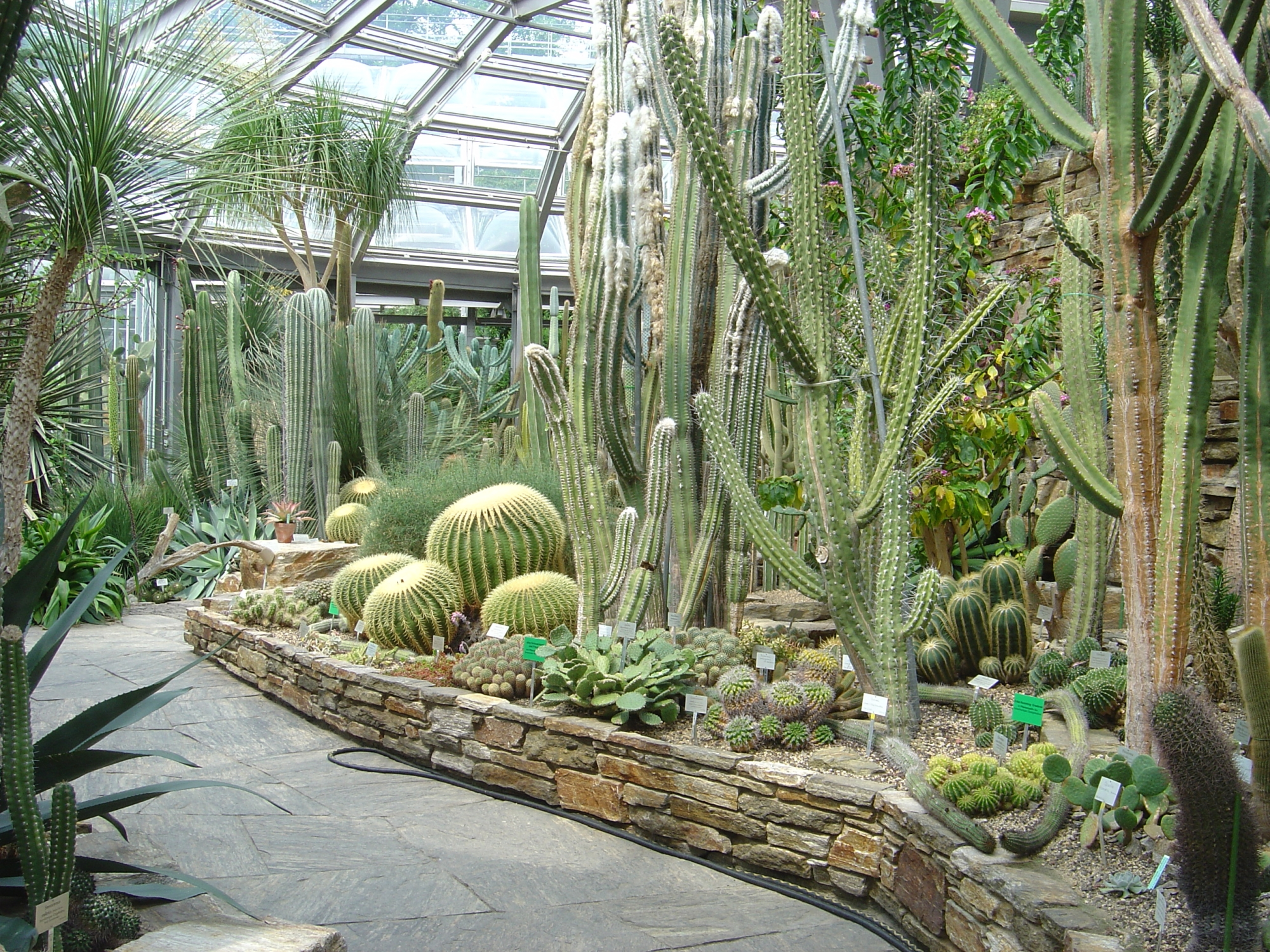
Serre des cactées.
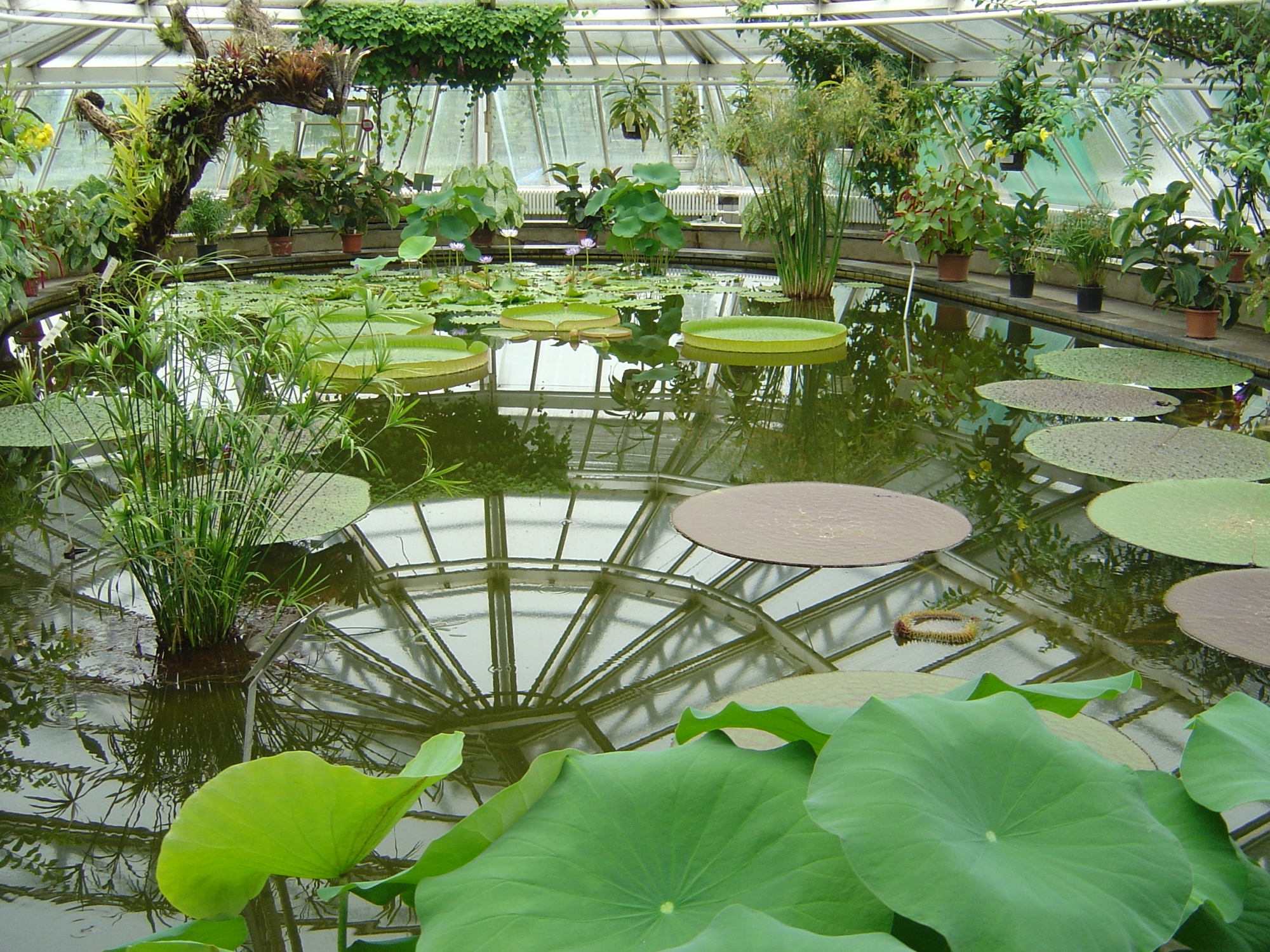
Serre des Victoria, avec Victoria amazonica dans la partie éloignée du bassin.
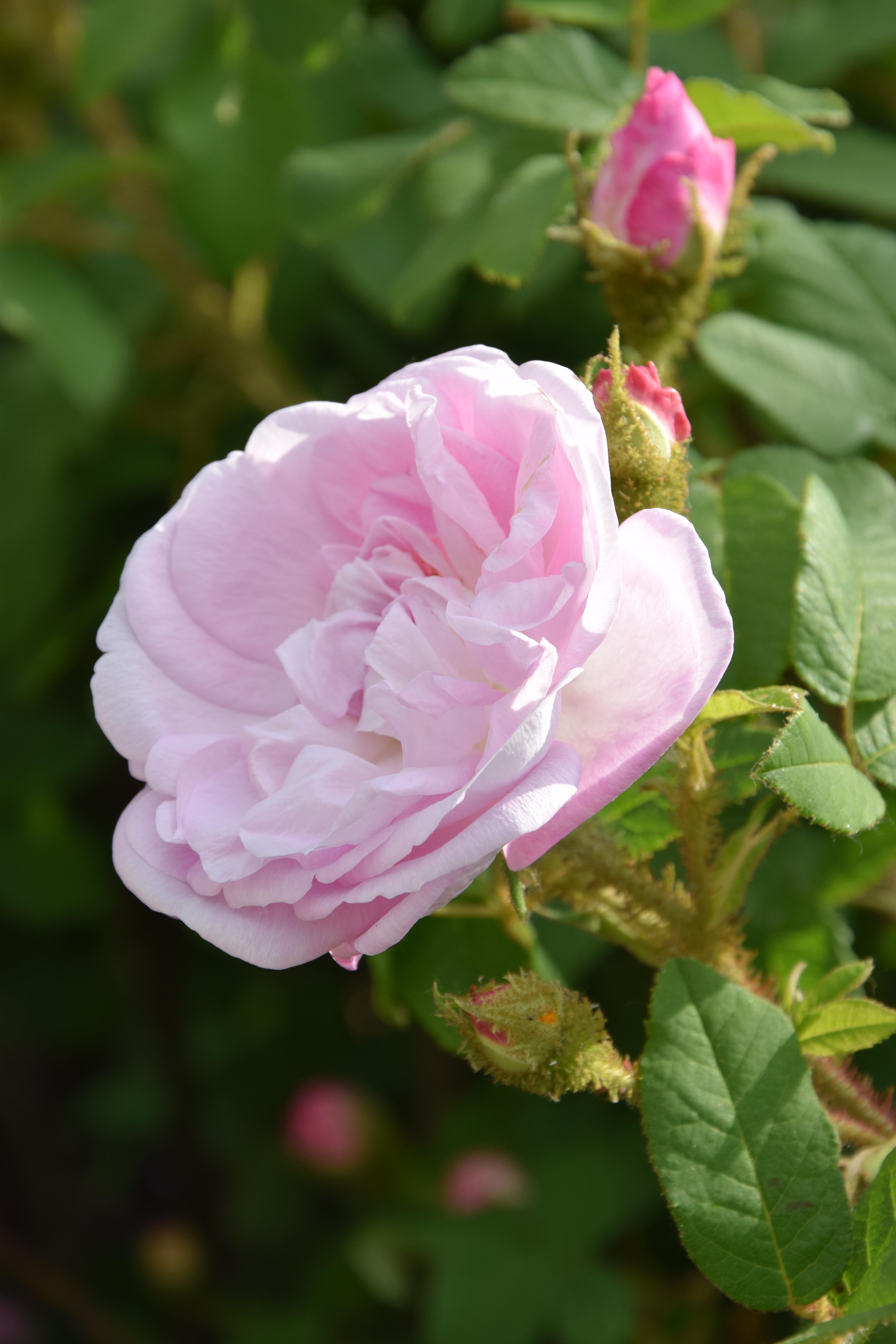
Rose 'Général Kléber'.